# High Stakes in the East
High Stakes in the East ist ein niederländischer Dokumentarfilm von 1942, der 1943 für einen Oscar nominiert war.

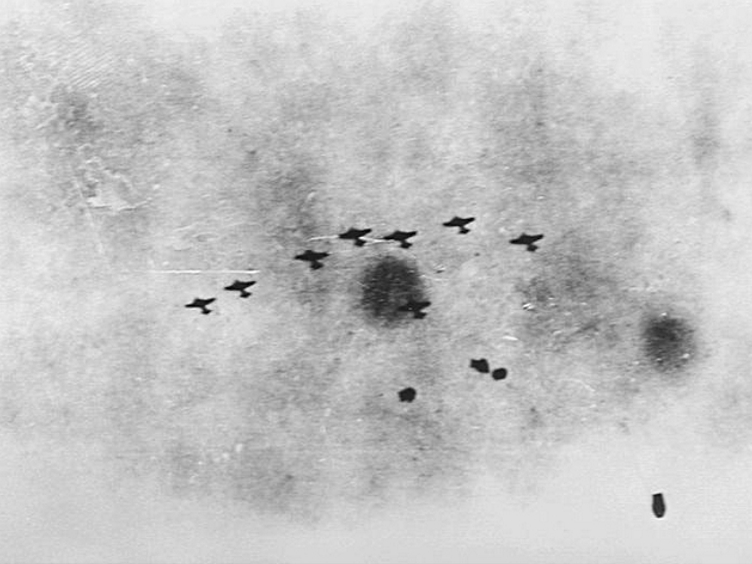
Japanische Bomber greifen die alliierten Schiffe an (Aufnahme von Bord der Hobart).

## Inhalt
Der Film dreht sich in erster Linie um die Schlacht in der Javasee in Südostasien zwischen japanischen und alliierten Flotteneinheiten, die im Zweiten Weltkrieg während des Pazifikkriegs im Februar 1942 stattfand.
Auf Seiten der Alliierten waren US-amerikanische, britische, niederländische und australische Schiffe beteiligt (ABDA-Flotte). Die Japaner gingen siegreich aus der Seeschlacht hervor. Fast die gesamte alliierte Flotte wurde beschädigt, versenkt oder musste sich zurückziehen. In der Folge besetzten die Japaner Java und hatten somit Zugriff auf die Bodenschätze der Insel.
Zu Beginn des Films erhebt sich eine Stimme und stellt die Frage: Warum ist Niederländisch-Indien so wichtig für die moderne Welt? Die Antwort liegt in der zentralen Bedeutung der Insel als wirtschaftliches Zentrum von Niederländisch-Indien mit der Hauptstadt Batavia. Bodenschätze, wie Schwefel aus dem Vulkangestein, Erze und fruchtbarer Boden für den Anbau von Reis-, Tabak-, Mais sowie Chinarindenanbau und Palmöl waren wichtige Ressourcen. Auch die strategisch wichtige Lage mit der Nähe zu Australien war von Bedeutung.

## Hintergrund und Produktion
Im Jahr 1943 wurden von der Academy of Motion Picture Arts and Sciences 25 Dokumentarfilme für den Oscar nominiert, von denen vier die begehrte Auszeichnung erhielten. Für den Dokumentarfilm war das Jahr 1943 somit ein besonderes Jahr. Bei den meisten dieser Filme handelte es sich um Kriegs-Dokumentationen, die von den jeweiligen Regierungen der alliierten Streitkräfte in Auftrag gegeben worden waren. Auch High Stakes in the East, der im Auftrag der niederländischen Exilregierung entstand, gehört in diese Kategorie.
Die Aufnahmen entstanden großteils in Indonesien. Produktionsfirma war das Netherlands Information Bureau, zusätzlich wurde Filmmaterial durch das Niederländische Audiovisuelle Archiv in Den Haag zur Verfügung gestellt. Teile des Films gingen verloren.
Digitalisierung und Remastering
High Stakes ist der einzige 16-mm-Film von Treasures innerhalb dieser Edition. Sound und Vision hatte neben einer Schwarz-Weiß-Version auch eine Farbversion in der Sammlung. Die Atmosphäre des Films liegt in der Verwendung eines Soft-Fokus mit hohem Kontrast, die die Restauratoren vor zusätzliche Herausforderungen stellte, was die Herstellung von Farbkorrekturen nicht leichter machte. Flecken und leichte Schäden, die dem Zahn der Zeit geschuldet sind, konnten bei der Wiederherstellung weitgehend unsichtbar gemacht werden.

## Auszeichnung
Der Film wurde 1943 in der Kategorie „Bester Dokumentarfilm“ für einen Oscar nominiert, musste sich jedoch den Filmen Schlacht um Midway, Kokoda Front Line!, Moscow Strikes Back und Vorspiel zum Krieg geschlagen geben.